# Culicoides ustinovi
Culicoides ustinovi är en tvåvingeart som beskrevs av Shevchenko 1962. Culicoides ustinovi ingår i släktet Culicoides och familjen svidknott. Inga underarter finns listade i Catalogue of Life.